# Adun Adundetcharat
Adun Adundetcharat (thailändisch อดุล อดุลเดชจรัส, auch Adul Aduldejcharas geschrieben; * 28. Juni 1894 in Bang Rak (heute zu Bangkok) als Bat Phuengphrakhun; † 17. Dezember 1969 in Bangkok) war ein thailändischer Heeres- und Polizeioffizier sowie Politiker. Er war von 1936 bis 1945 nationaler Direktor der thailändischen Polizei. 1943–44 und 1945–46 war er stellvertretender Ministerpräsident, von 1946 bis 1947 Oberbefehlshaber des thailändischen Heeres. Von 1949 bis 1951 gehörte er dem Kronrat von König Bhumibol Adulyadej an.

## Leben
Bat Phuengphrakhun war Sohn eines Dieners von Feldmarschall Prinz Chakrabongse Bhuvanath im Paruskavan-Palast. Er besuchte die Assumption-Schule Bangkok und absolvierte eine Offiziersausbildung an der Chulachomklao-Militärakademie, wo er Klassenkamerad des späteren Ministerpräsidenten Plaek Phibunsongkhram war. 1916 wurde er zum Leutnant des thailändischen Heeres ernannt. Als Oberleutnant bekam er – wie im absolutistischen Siam üblich – den feudalen Ehrentitel und -namen Luang Adundetcharat verliehen, den er fortan anstelle seines bürgerlichen Namens führte. Zuletzt wurde er 1932 Kommandeur eines Artilleriebataillons, ehe er in den Polizeidienst wechselte.
Adun gehörte der Khana Ratsadon („Volkspartei“) an, die 1932 einen Staatsstreich unternahm, der Siam von einer absoluten in eine konstitutionelle Monarchie umwandelte. 1933 wurde er stellvertretender Direktor der thailändischen Polizei. Er war vom 1. August 1935 bis zum 3. Juni 1937 Minister ohne Geschäftsbereich im dritten Kabinett von Ministerpräsident Phraya Phahon Phonphayuhasena. Als Nachfolger von Oberst Phraya Anusonthurakarn wurde er 1936 Direktor der thailändischen Polizei und hatte diese Funktion neun Jahre lang bis zu seiner Ablösung durch General Phra Ramintra 1945 inne. Im fünften Kabinett von Phraya Phahon bekleidete er vom 21. Dezember 1937 bis 16. Dezember 1938 den Posten als stellvertretender Innenminister.
Nach der Wahl seines langjährigen Freundes und Mitstreiters Plaek Phibunsongkhram zum Ministerpräsidenten war er in dessen erstem Kabinett vom 21. Dezember 1938 bis zum 4. August 1939 weiterhin stellvertretender Innenminister. Im Oktober 1940 wurde Adun zum Generalmajor der Polizei befördert. Er leitete auch die thailändische Geheimpolizei (santiban), die Verschwörungen gegen die Regierung aufdecken sollte, aber auch Politiker beschattete und unter Druck setzte, um sie zur Kooperation mit dem Phibun-Regime zu bringen. Der damalige britische Botschafter in Thailand, Sir Josiah Crosby verglich Aduns Methoden mit denen der deutschen Gestapo. Anders als Phibunsongkhram setzte sich Adun jedoch für die Bewahrung gewisser monarchischer Elemente ein.
Mit der Abschaffung feudaler Titel und Ränge 1942 legte er seinen Luang-Titel ab. Er kehrte jedoch nicht zu seinem Geburtsnamen zurück, sondern machte seinen bisherigen Ehrennamen Adundetcharat zu seinem Familiennamen und dessen Abkürzung Adun zu seinem Vornamen. Im zweiten Kabinett von Phibunsongkhram fungierte er vom 10. März 1942 bis zum 14. September 1943 abermals als stellvertretender Innenminister sowie anschließend vom 14. September 1943 bis 2. August 1944 erstmals als stellvertretender Ministerpräsident.
Er engagierte sich zudem in der Seri-Thai-Bewegung, die Widerstand gegen die faktische japanische Besetzung Thailands im Zweiten Weltkrieg leistete. Als Leiter des Geheimdienstes arbeitete Adun mit den Alliierten zusammen. So nahm er amerikanische Agenten des OSS persönlich in Gewahrsam, anstatt sie an die Japaner auszuliefern, und schützte sie so. Trotz ihrer innenpolitischen Differenzen führte er das Seri-Thai-Netzwerk gemeinsam mit dem Thronregenten Pridi Phanomyong. Das OSS führte Adun unter dem Decknamen „Betty“. Ministerpräsident Phibunsongkhram, der nach außen hin mit den Japanern kooperierte, wusste um Aduns Zusammenarbeit mit den Alliierten und ließ diesen gewähren.
Nach Kriegsende fungierte Adun Adundetcharat im Kabinett von Ministerpräsident Seni Pramoj vom 19. September 1945 bis 31. Januar 1946 wieder als stellvertretender Ministerpräsident und bekleidete zeitgleich das Amt als Minister für öffentliche Gesundheit. Danach fungierte er als Nachfolger von General Phraya Phahon Phonphayuhasena vom 26. Juni 1946 bis zu seiner Ablösung durch Feldmarschall Plaek Phibunsongkhram am 8. November 1947 als Befehlshaber des thailändischen Heeres. Darüber hinaus wurde er am 18. Juni 1949 von König Bhumibol Adulyadej zum Mitglied des Kronrates, dem er bis zum 29. November 1951 angehörte.
Für seine Verdienste erhielt er die Sonderstufe des Weißen Elefantenordens und des Ordens der Krone von Thailand, die Dushdi-Mala-Medaille, die Siegesmedaille sowie die Rama VIII.-Medaille. Er starb im Alter von 75 Jahren im Ramathibodi-Krankenhaus in Bangkok.